# Зуева, Марина Артуровна
Марина Артуровна Зуева бел. Марына Артураўна Зуева; род. 20 марта 1992, Минск, Республика Беларусь) — белорусская конькобежка, участница зимних Олимпийских игр 2018 и 2022 года, обладательница национальных рекордов Республики Беларусь, 23-кратная чемпионка страны на отдельных дистанциях, 5-кратная в многоборье, мастер спорта Республики Беларусь международного класса

## Карьера
Марина Зуева родилась и выросла в Минске, где и начала кататься на коньках в возрасте 7 лет, последовав за своей сестрой. Тогда катки в Минске не были закрытыми и поэтому они с сестрой катались на натуральном льду зимой, а остальные месяцы катались на роликовых коньках. В 11 лет она впервые участвовала в международном турнире «Viking Race», и в том же 2004 году стала участвовать в молодёжном чемпионате Беларуси. Она была одним из самых больших талантов в Беларуси, но её прогресс остановился в 15 лет.
В 2010 году Зуева стала 3-й на чемпионате Беларуси среди юниоров в многоборье, однако в возрасте 18 лет не могла мотивировать себя продолжать заниматься конькобежным спортом. В течение двух лет она получила специальность тренера, чтобы обучать детей в школе роллер-спорта, а также продолжала кататься на роликовых коньках и велосипеде. Марина стала участвовать в международных марафонах в роликобежном спорте, где участвовала наравне с мужчинами. В 21 год её заметил национальный тренер сборной Беларуси Сергей Минин и пригласил обратно в конькобежный спорт.
В 2013 году выиграла бронзовые медали на чемпионате Беларуси на дистанциях 500, 1500 и 5000 м, а в сезоне 2014/15 выиграла «золото» в многоборье и дебютировала на Кубке мира, а также на чемпионате Европы в Челябинске, где заняла 12-е место в сумме многоборья. В том же году участвовала на чемпионатах мира на отдельных дистанциях с 9-м местом в масс-старте и в многоборье, где заняла 21-е место. В марте одержала победы на дистанциях 3000 и 5000 м на чемпионате страны.
В сезоне 2015/16 Марина вновь стала чемпионкой Беларуси в многоборье и продолжила участие на чемпионатах мира и Европы. В следующем сезоне выиграла три дистанции на чемпионате страны и победила на зимней Универсиаде 2017 года на дистанциях 3000 и 5000 метров. После чего заняла 6-е место в масс-старте на чемпионате мира на отдельных дистанциях в Канныне.
В феврале 2018 года она участвовала в зимних Олимпийских играх в Пхёнчхане, где заняла 6-е место в масс-старте, 7-е в дистанции 5000 метров, а в марте стала серебряным призёром этапа Кубка мира в Минске.. В 2019 году Зуева одержала победу на 4-х дистанциях чемпионата Беларуси и в многоборье, следом на чемпионате мира на отдельных дистанциях в Инцелле заняла 9-е место на дистанциях 3000 и 5000 м.
На чемпионате мира в Калгари она поднялась на 7-е место в сумме многоборья. В сезоне 2019/20 на чемпионате Европы в Херенвене впервые завоевала бронзовую медаль в командной гонке, принеся Беларуси первую медаль европейского первенства за всё время. После этого на чемпионате мира в Солт-Лейк-Сити поднялась на 4-е место в забеге на 5000 м. На этапе кубка мира в Херенвене заняла 2-е место в масс-старте.
Через год на чемпионате мира в Херенвене заняла 5-е место в масс-старте. В 2022 году Марина участвовала на чемпионате Европы в Херенвене, где заняла 4-е место в командной гонке и 6-е места в масс-старте и в забеге на 3000 м. На зимней Олимпиаде в Пекине она заняла 16-е место в беге на 3000 м, 23-е на 1500 м, 9-е на 5000 м и 7-е места в масс-старте и командной гонке.
В сезоне 2022/23 участвовала на национальном чемпионате и победила на дистанциях 3000 м, 5000 м и в масс-старте. Она также участвовала в соревнованиях по велоспорту на национальном уровне и завоевала серебро в шоссейной гонке на чемпионате Беларуси 2020 года.

## Личная жизнь
Марина Зуева окончила Белорусский государственный университет физической культуры в области менеджмента в туризме. Её хобби — езда на велосипеде, катание на роликах, бег, приготовление пищи для своей семьи, чтение детских книг, поиск в Интернете идей для ремонта дома.